# Emil Bican
Emil Bican (6. května 1916 v Borovanech – 2. srpna 1991 v Brně) byl český fotograf a fotožurnalista.

## Život
Narodil se v rodině zedníka. Absolvoval obecnou školu v Českých Budějovicích, v letech 1927–1930 navštěvoval měšťanskou školu ve Francii. Poté se v letech 1930–1933 učil fotografem u firmy E. Gebauer v alsaském městě Mulhouse. Do Československa se vrátil v roce 1935. V Praze pak pracoval ve fotografických ateliérech Reis v Praze 2 a Dítě v Praze 12. Od roku 1936 do dubna 1939 pracoval jako redaktor-fotoreportér v Československé tiskové kanceláři v Praze. Za protektorátu přešel do agentury Centropress, kterou vedli fotografové Alexandr Paul, František Illek a Pavel Altschul. V květnu 1945 nastoupil zpět do Československé tiskové kanceláře jako redaktor-fotoreportér.
Fotografoval mimo jiné pohřeb T. G. Masaryka, zábor pohraničí Němci, prezidenta Emila Háchu, rakev s Reinhardem Heydrichem ve vestibulu chirurgického pavilonu a jeho pohřeb, příjezd Rudé armády do Prahy, přílet československé vlády z Košic na letiště Praha-Kbely a popravu Karla Hermanna Franka.
V roce 1947 byl pověřen založením redakce obrazového zpravodajství ČTK v Brně. Poté rovněž zakládal pobočku ČTK v Olomouci. Vedle fotoreportérské práce doma působil i v cizině. V letech 1969–1970 byl poradcem agenturního zpravodajství v Bujumbuře, hlavním městě Burundi. V roce 1968 byl fotoreportérem na zimních olympijských hrách v Grenoblu a v roce 1972 na letních olympijských hrách v Mnichově. Dále dokumentoval návštěvy československých vládních delegací v Bulharsku, Sovětském svazu či ve Vietnamu. Fotografoval i v dalších zemích v Evropě, mimo Evropu pak v Libanonu a v Egyptě.
Vychovával rovněž mladé fotoreportéry z Československa i francouzsky hovořící zahraniční stážisty.

## Členství v organizacích
Byl aktivním členem Komunistické strany Československa, Svazu československých novinářů a Svazu československo-sovětského přátelstvi.

## Ocenění díla
Za svou angažovanou práci pro komunistickou stranu obdržel vyznamenání Za vynikající práci.

## Soukromý život
Dne 11. února 1939 se oženil s Marií Josefovou. Manželé spolu měli tři syny. Je pohřben v Poličce.